# 平徳子
平 徳子（たいら の とくし／のりこ、1155年〈久寿2年〉- 1214年1月25日〈建保元年12月13日〉）は、日本の第80代天皇・高倉天皇の皇后（中宮）。女院。院号は建礼門院（けんれいもんいん、旧字体：建禮門院）。
安徳天皇の母（国母）。父は平清盛、母は平時子。異母兄に重盛、基盛。同母兄弟に宗盛、知盛、重衡がいる。
清盛と後白河法皇の政治的協調のため、高倉天皇に入内して第一皇子・言仁親王（後の安徳天皇）を産む。安徳天皇の即位後は国母となるが、高倉上皇と清盛が相次いで没し、木曾義仲の攻撃により都を追われ、壇ノ浦の戦いで安徳天皇・時子は入水、平氏一門は滅亡する。徳子は生き残り京へ送還されて出家、大原寂光院で安徳天皇と一門の菩提を弔った。
『平家物語』「灌頂巻」では大原を訪れた後白河法皇に自らの人生を語り、全巻の幕引き役となっている。

## 生涯

### 入内
```
忠盛
    
時信

 ┃　　  ┣━━┳━━┓

清盛
＝＝
時子
　
時忠
　
滋子
＝＝
後白河上皇

 ┃  ┣━━┓ 　　 　　　┃　　　

重盛
 
宗盛
　
徳子
＝＝＝＝
高倉天皇

　　　　　　　　  ┃
　　　　　　　  
安徳天皇
```

久寿2年（1155年）、平清盛と正室（継室）・時子との間に生まれる。
父の清盛は保元の乱・平治の乱に勝利して武士として初めて公卿となり、軍事・警察権を掌握して朝廷内に大きな勢力を築きつつあった。仁安元年（1166年）10月10日、後白河上皇は清盛の支援により憲仁親王（後の高倉天皇）の立太子を実現し、院政を開始する。清盛は大将を経ずに内大臣に任じられるという破格の待遇を受けた。しかし、後白河院政は内部に院近臣・堂上平氏・武門平氏・摂関家などといった互いに利害の異なる諸勢力を包摂していたため、常に分裂の危機を孕んでいた。高倉天皇の即位後も、嘉応の強訴において後白河院と平氏の政治路線の違いが表面化し、殿下乗合事件では平氏と摂関家が衝突するなど、政局の動揺が続いた。
承安元年（1171年）、高倉天皇が元服すると徳子入内の話が持ち上がる。『愚管抄』によると清盛が「帝ノ外祖ニテ世ヲ皆思フサマニトリテント」という望みを抱いたとする。後白河院も政治基盤の強化のためには清盛の協力が不可欠であり、入内を認めた。実現の背景には両者の対立を回避し、高倉天皇の治世安定を願う建春門院の意向が大きく反映したと思われる。
12月2日、院殿上において入内定が行われ、徳子は従三位に叙せられる。
待賢門院の例が用いられ、徳子は後白河法皇と重盛の猶子となったが「かの例頗る相叶はざる由、世以てこれを傾く」と周囲からは疑問の声が上がった。12月14日、徳子は法住寺殿に参上して、建春門院の手により着裳の儀を行ってから大内裏へ向かった。後白河法皇と建春門院は七条殿の桟敷から行列を見送ったが、その夜は「明月の光朗らかにして、白沙は昼の如し」であったという。16日、徳子は女御となり、翌承安2年（1172年）2月10日、立后して中宮となった。

### 中宮
徳子には子がすぐには生まれず、高倉天皇は乳母との間に功子内親王、小督局との間に範子内親王を儲けた。この時、清盛が激怒して小督局を追放したという話が『平家物語』にあるが事実かどうか疑わしい。
高倉天皇と徳子の関係が冷たいものだったという見方もあるが、天皇が側室を持つこと自体は珍しいことではなく『建礼門院右京大夫集』を見る限り仲睦まじい関係にあったと思われる。安元3年（1177年）の安元の強訴では、徳子は高倉天皇とともに内裏から法住寺殿に避難している。
治承2年（1178年）5月24日、徳子の懐妊が明らかとなり、朝廷は出産のための祈祷に明け暮れた。その様子は中宮権大夫・中山忠親の『山槐記』に詳しい。後白河院も安産祈願に駆けつけている。11月12日、徳子は皇子を出産し、翌12月には「言仁」の名が定められ、立太子する。なお、翌治承3年（1179年）2月28日には藤原殖子所生の第二皇子（守貞親王、後の後高倉院）が誕生しているが『山槐記』の記述は極めて簡略であり、中宮所生の皇子と女房所生の皇子との格差を表している。

### 国母
治承3年（1179年）11月14日、清盛は政変を断行して後白河法皇を鳥羽殿に幽閉した（治承三年の政変）。翌治承4年（1180年）2月21日、高倉天皇は3歳の言仁親王に譲位して院政を開始、高倉院庁の別当は平氏一門と親平氏貴族で固められた。安徳帝の践祚に伴い、徳子も政治の案件について諮問を受けたり、指示を与えることが多くなる。
4月22日の即位式において、徳子は安徳天皇を抱いて高御座に登っている。
しかし成立したばかりの高倉院政は、5月の以仁王の挙兵によって大きく揺さぶられた。挙兵は早期に鎮圧されたが園城寺・興福寺など反平氏勢力の脅威は依然として残り、6月2日、高倉上皇は清盛の強い意向により福原行幸を行う。しかし遷都計画の挫折、上皇の体調不良、各地の反乱激化もあり11月には京都に戻った。
徳子は行幸の際は安徳天皇と同輿するなど母后としての責務を果たしていたが、12月になると院号宣下を受けて后位を退き、病床の高倉上皇と同居することが検討された。安徳天皇と同輿する准母には近衛基実の娘・通子が候補となったが、叔父の服喪で准后宣下が延引されるという事態になった。徳子は代わりの准母として、妹で近衛基通の正室である完子を推した。結局は当初の予定通りに通子が准母となったが、徳子が安徳天皇の准母の選定について発言力を有していたことが分かる。

### 高倉上皇の崩御と清盛の死去
高倉上皇の病状は悪化の一途を辿り、治承5年（1181年）正月14日、21歳で崩御した。この前日に上皇の没後に中宮を法皇の後宮に納めるという破天荒な案が飛び出し、清盛・時子も承諾したという情報が流れたが、徳子は拒絶し、後白河法皇も辞退した。従順だった徳子が両親の意向に逆らったのは、この時だけだったと思われる。代わりに異母妹の御子姫君が後白河法皇の後宮入りする事となる。
高倉上皇の崩御により後白河院政の復活は避けられないものとなり、平氏は国政に関与する手段を失った。清盛は院近臣の解官・畿内惣官職の設置など矢継ぎ早に対策を講じていたが、徳子の中宮の地位を利用して影響力の保持を図った。平頼盛の八条邸への安徳帝行幸が中宮令旨によって諮問され、高松院領荘園も高倉上皇の遺言と称して徳子に相続される。しかし清盛は熱病に倒れて、閏2月4日に死去した。
清盛の死後、後白河法皇は安徳天皇を八条頼盛邸から閑院に遷し、11月25日に徳子が院号宣下（建礼門院）を受けると殿上人を自ら清撰した。天皇と母后を平氏から引き離し、政治の実権を奪取する狙いがあったと推測される。寿永元年（1182年）には安徳帝准母も、通子から亮子内親王にすげ替えられた。
平氏と後白河法皇の間には当初から解消することのできない対立が存在したが、かつては建春門院が調整役を果たしていた。しかし周囲の状況は、以前と大きく変化していた。各地では反乱の火の手が燃え盛り、後白河法皇も院政停止・幽閉を経たことで平氏に不満を通り越して憎しみを抱いていた。夫を失い父も失った徳子には対立を抑える力はなく、政権の崩壊は目前に迫っていた。

### 平家滅亡
寿永2年（1183年）5月、平氏の北陸追討軍が木曾義仲に撃破されたことで（倶利伽羅峠の戦い）、今まで維持されてきた軍事バランスは完全に崩壊した。延暦寺が義仲軍に付いたことで京都の防衛を断念した平宗盛は、徳子に都落ちの計画を伝えた。しかし、7月24日深夜、後白河法皇は密かに法住寺殿から比叡山に脱出していた。翌25日、法皇の脱出を知った宗盛は六波羅に火を放ち、安徳天皇・徳子・近衛基通・一族を引き連れて周章駆け出した。都に戻った後白河法皇は平氏追討宣旨を下し、ここに平氏は官軍から賊軍に転落することになる。西国に落ちた平氏は寿永4年（1185年）3月24日、壇ノ浦の戦いで滅亡した。

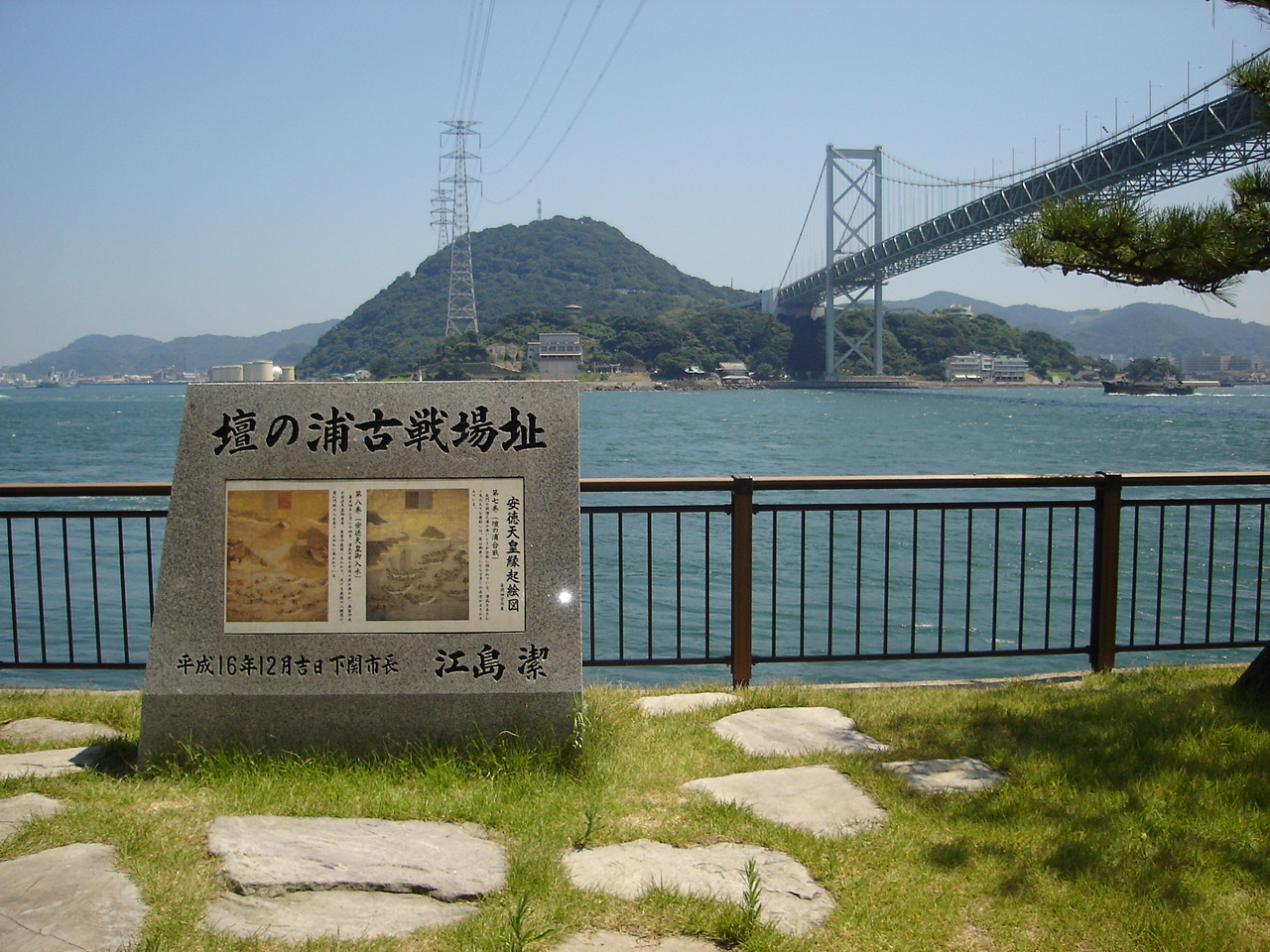
壇ノ浦古戦場址の碑

『平家物語』によると徳子は安徳天皇・時子の入水の後に自らも飛び込むが、源氏方に救助されたという。しかし同じ『平家物語』の「大原御幸」の章や説話集『閑居友』では、時子が「一門の菩提を弔うために生き延びよ」と徳子に命じたとしている。いずれが正しいか不明だが、生き残った徳子は平宗盛・平時忠らと京都に護送された。宗盛は斬首、時忠は配流となったが、徳子は罪に問われることはなく洛東の吉田の地に隠棲する。
5月1日には出家して、直如覚尼と名乗った。
7月9日、京都を大地震が襲い、多くの建物が倒壊した。吉田の坊も被害を受けたと思われ、9月になると徳子は「山里は物のさびしき事こそあれ　世の憂きよりは住みよかりけり」の心境で比叡山の北西の麓、大原寂光院に入った。大原を訪れた建礼門院右京大夫は、

御庵のさま、御住まひ、ことがら、すべて目も当てられず （ご庵室やお住まいの様子など、すべてまともに見ていられないほどひどいものだった）。

都ぞ春の錦を裁ち重ねて候ふし人々、六十余人ありしかど、見忘るるさまに衰へはてたる墨染めの姿して、僅かに三四人ばかりぞ候はるる （都ではわが世の春を謳歌して美しい着物を着重ねて仕えていた女房が、60人余りいたけれど、ここには見忘れるほどに衰えた尼姿で、僅かに3、4人だけがお仕えしている）。

と涙を流し、
- 今や夢昔や夢とまよはれて　いかに思へどうつつぞとなき （今が夢なのか、それとも昔が夢なのかと心は迷い、どう考えても現実とは思えません）
- 仰ぎ見し昔の雲の上の月　かかる深山の影ぞ悲しき （雲の上のような宮中で見た中宮様を、このような深山で見るのは悲しいことです）

と歌を詠んでいる。

### 大原御幸

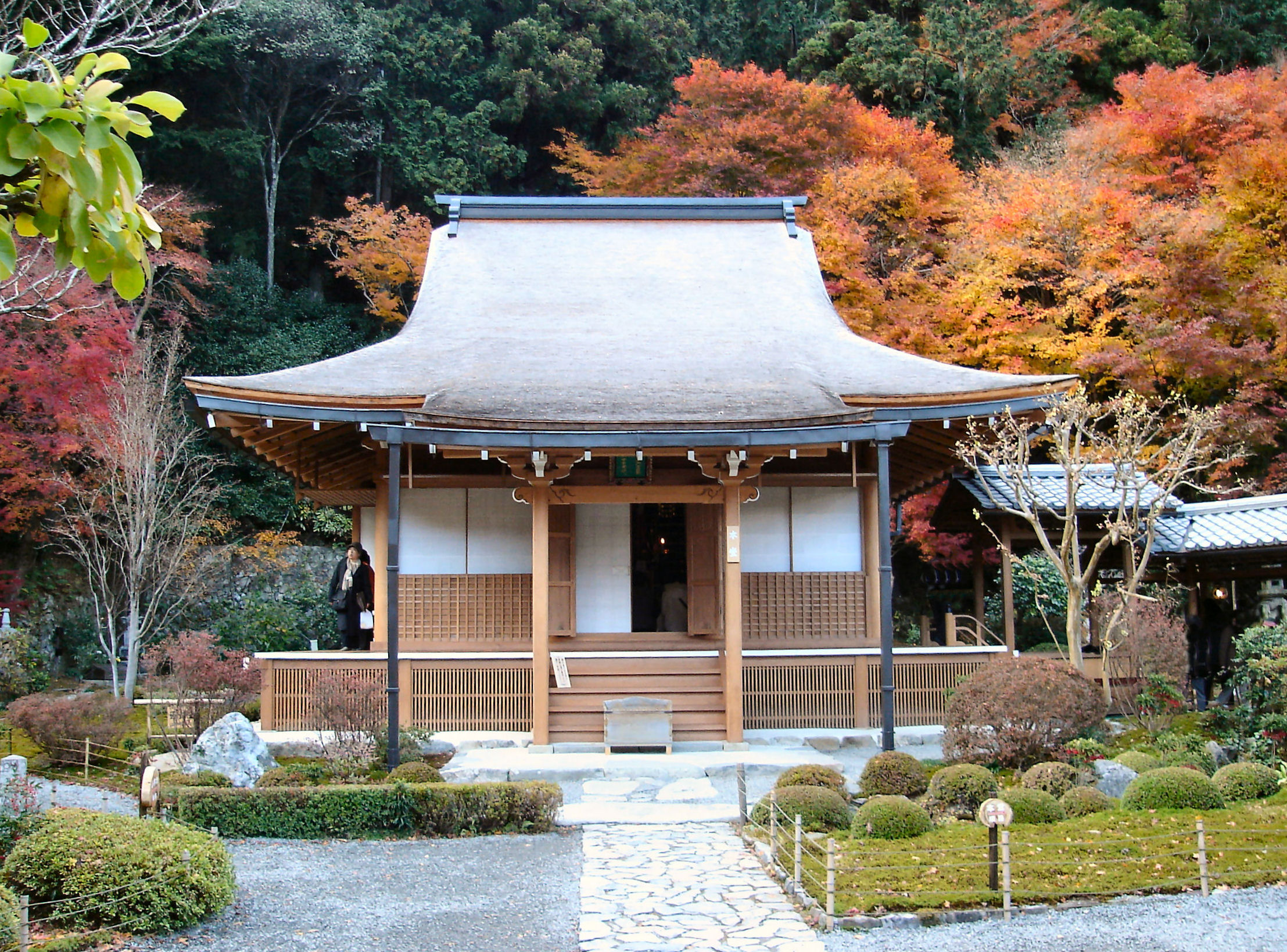
寂光院

『平家物語』灌頂巻や説話集『閑居友』では、隠棲した徳子のもとに後白河法皇が訪れたという記述がある。明確な一次史料は存在していないため、実際にあった出来事かどうかには諸説がある。
『閑居友』と『平家物語』諸本では内容はやや異なるが、『平家物語』での経緯はおおよそ以下のものとなる。
文治2年（1186年）4月、後白河法皇が徳大寺実定、花山院兼雅、土御門通親や北面武士を伴にお忍びで大原の閑居を訪ねてきた。徳子は落魄した身を恥じらいながらも、泣く泣く法皇と対面して、「太政大臣清盛の娘（人間）として生まれ、国母となり、わたしの栄耀栄華は天上界にも及ぶまいと思っていましたが、やがて木曾義仲に攻められて都落ちし京を懐かしみ悲しみました。海上を流浪し飢えと渇きに餓鬼道の苦しみを受けました。そして、壇ノ浦の戦いで二位尼は「極楽浄土とてめでたき所へ具しまいらせ侍らふぞ」と言うと先帝を抱いて海に沈み、その面影は忘れようとしても忘れられません。残った人々の叫びは地獄の罪人のようでした。捕えられ播磨国明石まで来たとき、わたしは夢で昔の内裏よりも立派な場所で先帝と一門の人々が礼儀を正して控えているのを見ました。『ここはどこでしょう』と尋ねると『竜宮城ですよ』と答えられました。『ここに苦しみはあるのでしょうか』と問いますと『竜畜経に書かれています』と答えられました。それで、わたしは経を読み、先帝の菩提を弔っているのです」とこれまでのことを物語した。法皇は「あなたは目前に六道を見たのでしょう。珍しいことです」と答えて涙を流した。

### 没年
大原御幸後の徳子の動静については、はっきりしない。『吾妻鏡』文治3年（1187年）2月1日条の「源頼朝が平家没官領の中から摂津国真井・島屋両荘を徳子に与えた」こと、文治5年（1189年）に配流先から京都に戻った前権少僧都・全真が大原を訪ねたことが知られる程度である。『平家物語』（覚一本）は建久2年（1191年）2月に没したとするが、この時期はまだ人々に平氏への関心が高く、徳子の死も何らかの記録に残ったはずで可能性は薄い。そのため『皇代暦』『女院小伝』『女院記』などの記述から、建保元年（1213年）に生涯を閉じたとする説が一般的となっている。
ただし角田文衛は、建保元年（1213年）12月12日に殷富門院（亮子内親王）が絶入（気絶）した事実を徳子と取り違えたのではないかとして、同年の『明月記』に徳子死去の記述が全く見えないことから建保元年説に異を唱え、『平家物語』の「延慶本」「四部本」の記述から、徳子は大原から法性寺（延慶本）もしくは法勝寺（四部本）の辺りに移り住み、承久の乱後の貞応2年（1223年）に亡くなったとしている。法勝寺の西南には徳子の妹が嫁いだ四条隆房の管理する善勝寺があり、隆房が徳子を迎えて保護したのではないかと推測している。

## 陵・霊廟

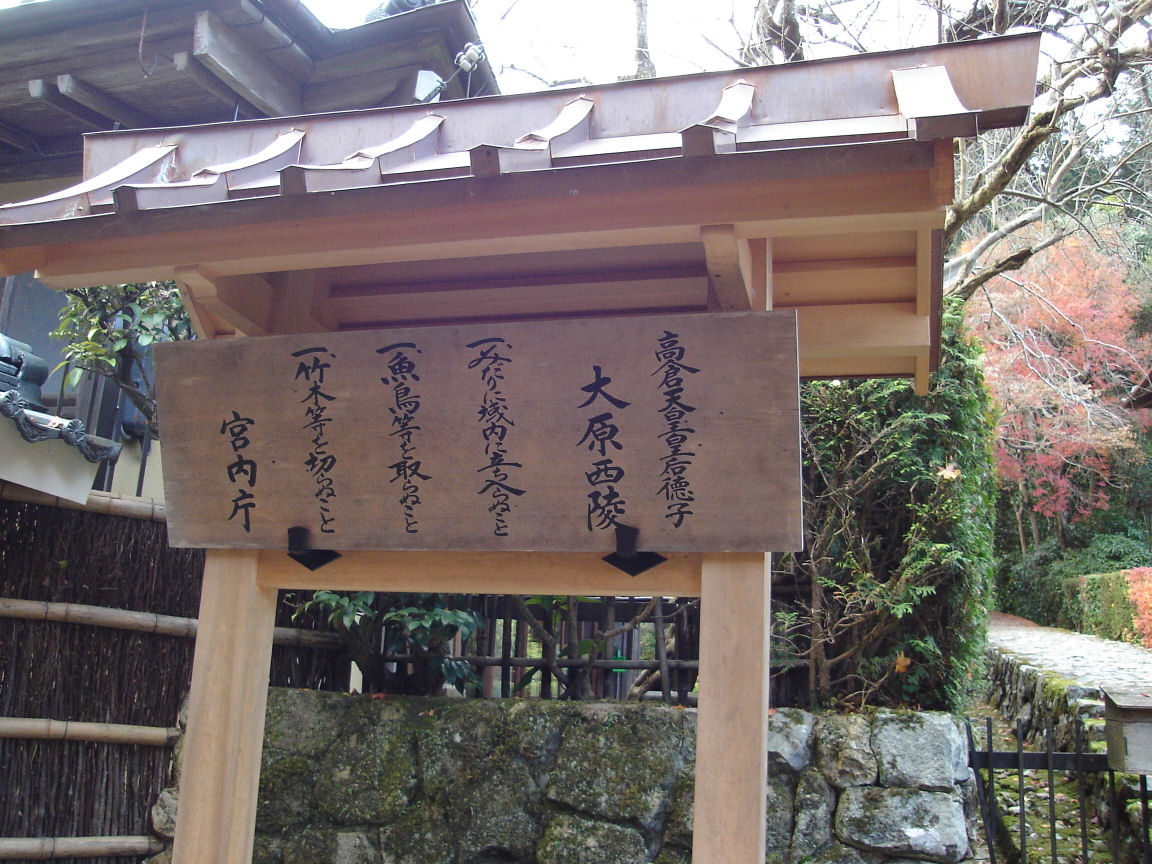
陵墓入口

陵は寂光院隣接地にある（宮内庁管轄の大原西陵）。また安德天皇とともに各地の水天宮で祀られている。また、京都府京都市東山区にある長楽寺にも墓がある。

## 画像集

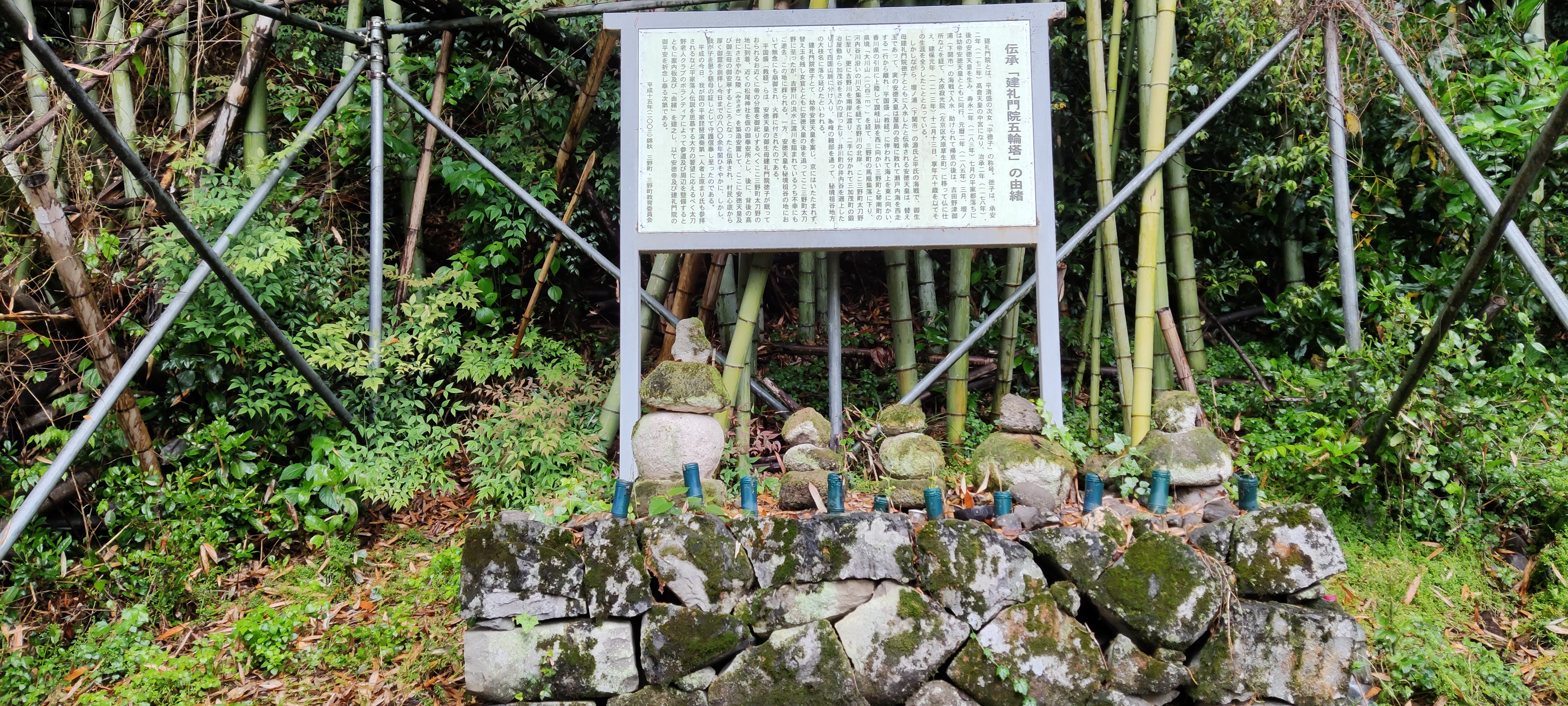
建礼門院五輪塔（三好市）（徳島県三好市三野町太刀野山13）
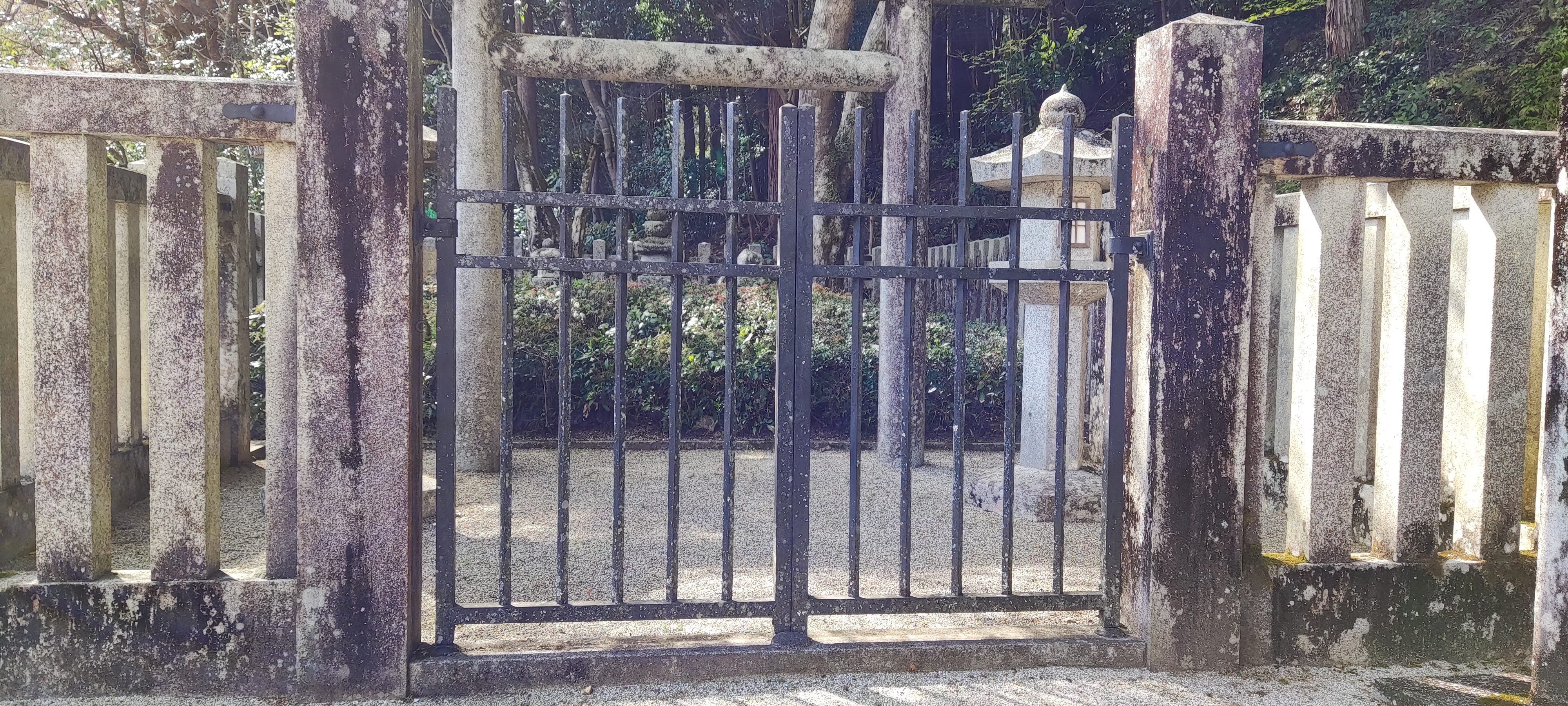
高倉天皇皇后徳子大原西陵（寂光院）（京都府京都市左京区大原草生町9）
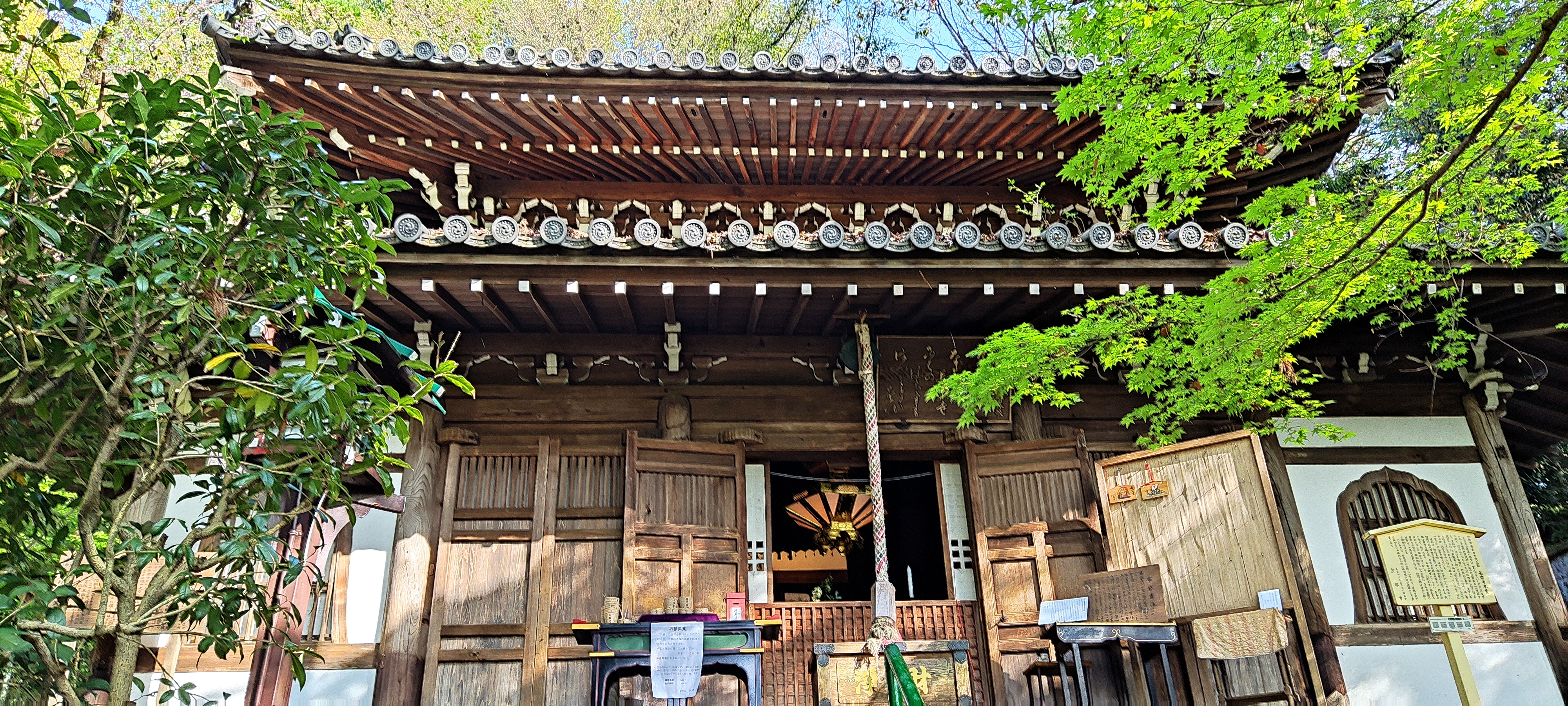
長楽寺相本堂（京都市）（京都府京都市東山区円山町476）
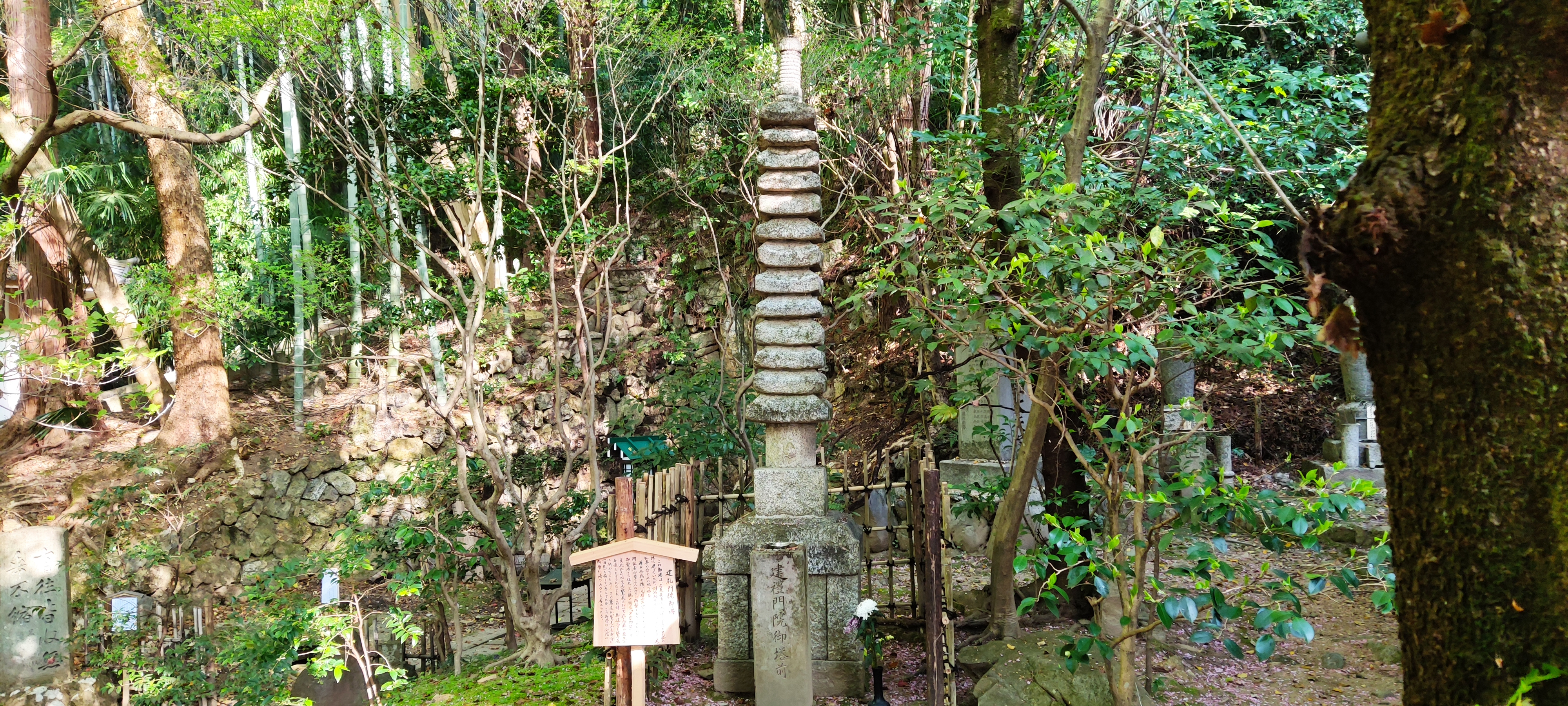
十三重石塔「建礼門院御塔」（長楽寺）（相本堂隣、平徳子遺髪を納めた？）